# Zinn(IV)-iodid
Zinn(IV)-iodid ist eine anorganische chemische Verbindung des Zinns aus der Gruppe der Iodide.

## Gewinnung und Darstellung
Zinn(IV)-iodid kann durch direkte Synthese aus den Elementen oder durch Erhitzen einer Zinn(II)-chlorid-Lösung mit Iod gewonnen werden.
{\displaystyle \mathrm {Sn+2\ I_{2}\longrightarrow SnI_{4}} }

## Eigenschaften
Zinn(IV)-iodid ist ein oranger Feststoff, der in Wasser hydrolysiert. Es besitzt eine kubische Kristallstruktur mit der Raumgruppe Pa3 (Raumgruppen-Nr. 205), dem Gitterparameter a = 1226 pm und acht Formeleinheiten pro Elementarzelle. Dies entspricht ungefähr einer kubisch-dichtesten Kugelpackung von Iod-Atomen, in der 1/8 aller tetraedrischen Lücken mit Zinn-Atomen besetzt sind. Dies führt zu diskreten tetraedrischen SnI4-Molekülen.

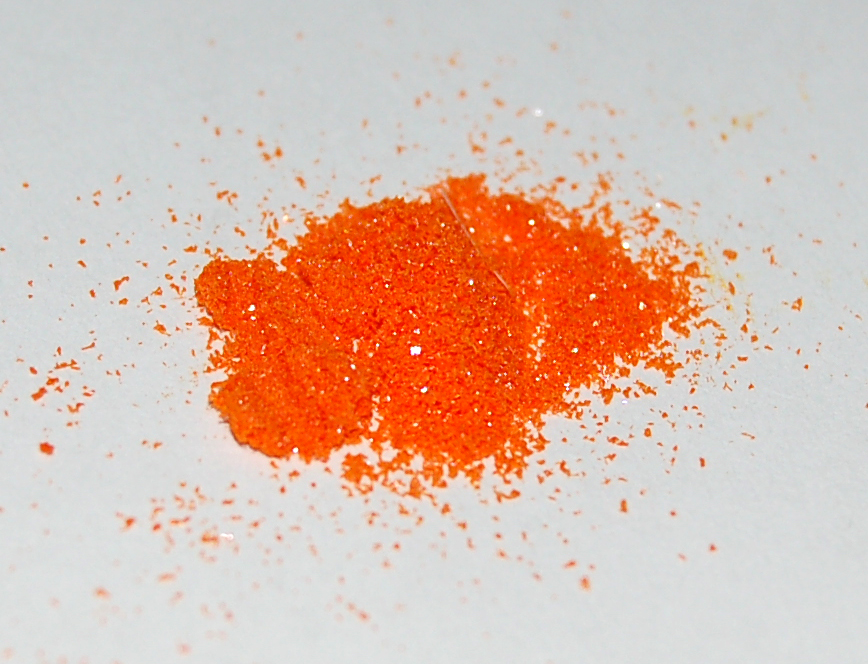
Zinn(IV)-iodid
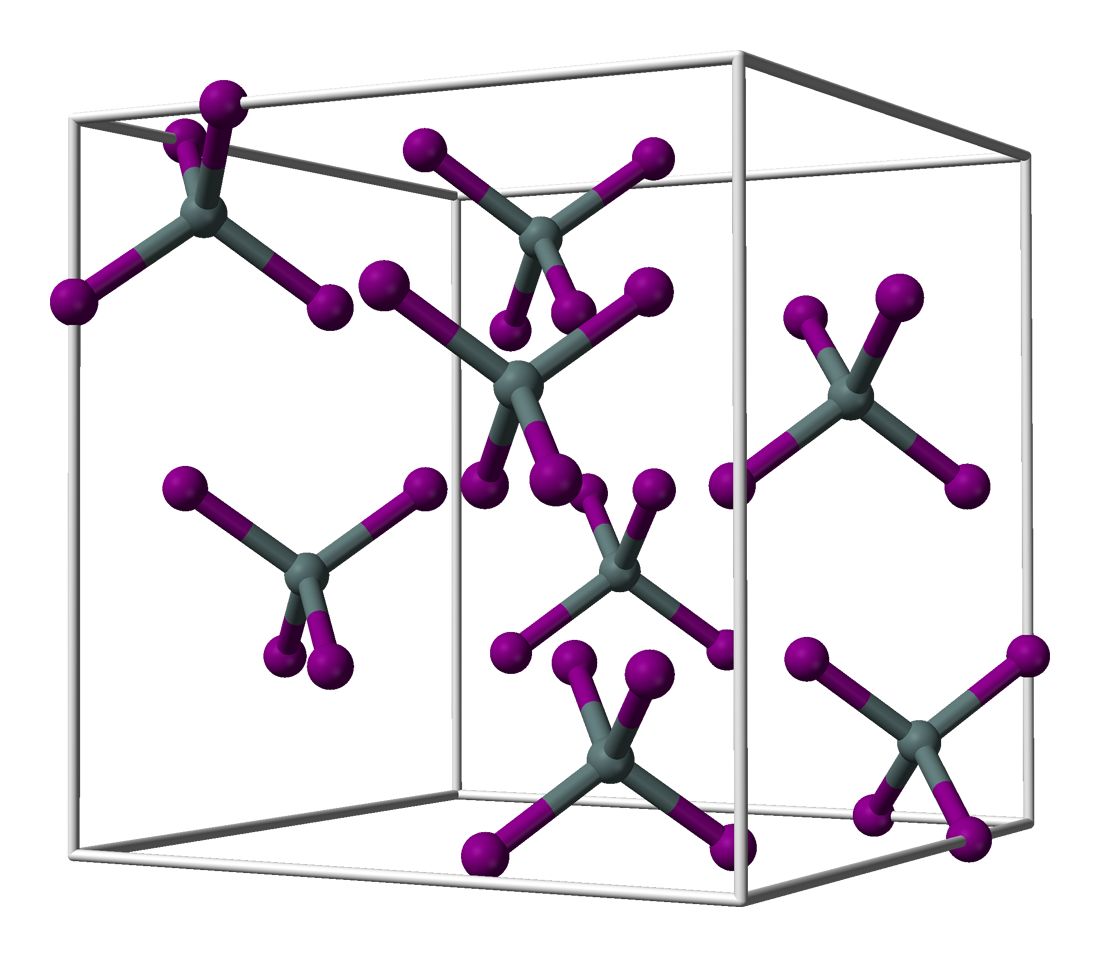
Kristallstruktur von Zinn(IV)-iodid _ Sn4+ 0 _ I−